# Doryporella
Doryporella är ett släkte av mossdjur. Doryporella ingår i familjen Doryporellidae.
Kladogram enligt Catalogue of Life:
| Doryporella | \| \| Doryporella alcicornis \| \| \| \| \| \| Doryporella armata \| \| \| \| \| \| Doryporella smirnovi \| \| \| \| \| \| Doryporella spathulifera \| \| \| \| |
|             | \| \| Doryporella alcicornis \| \| \| \| \| \| Doryporella armata \| \| \| \| \| \| Doryporella smirnovi \| \| \| \| \| \| Doryporella spathulifera \| \| \| \| |
|             | Doryporellina |
|             | |
|             | Doryporella alcicornis |
|             | |
|             | Doryporella armata |
|             | |
|             | Doryporella smirnovi |
|             | |
|             | Doryporella spathulifera |
|             | |

|  | Doryporella alcicornis   |
|  |                          |
|  | Doryporella armata       |
|  |                          |
|  | Doryporella smirnovi     |
|  |                          |
|  | Doryporella spathulifera |
|  |                          |